# Cosmethis pinguis
Cosmethis pinguis là một loài bướm đêm trong họ Geometridae.